# Auditorium del Parco
(Claudio Abbado)
L'Auditorium del Parco, anche noto come Auditorium del Castello in virtù della sua collocazione, è un complesso ad uso musicale e teatrale situato all'Aquila, all'interno del parco del Forte spagnolo. Nato da un'idea di Claudio Abbado e progettato dall'architetto Renzo Piano, è stato realizzato grazie al contributo della provincia autonoma di Trento in segno di solidarietà dopo le distruzioni del terremoto del 2009.

## Storia
Il progetto nasce nel 2009 in seguito alle distruzioni del sisma del 6 aprile, in virtù della volontà di Renzo Piano di contribuire alla ricostruzione dell'Aquila ed evitare l'allontanamento dei cittadini dal suo centro storico. L'architetto ha dichiarato che, inizialmente, il suo intervento si sarebbe dovuto concentrare sui temi del recupero e del restauro dell'edificato esistente ma non vi erano in quel momento le condizioni per attuare un progetto del genere.
La scelta di realizzare una sala da concerti, per sopperire alla mancanza di spazi musicali in città, è attribuita al maestro Claudio Abbado che, nel giugno 2009 era stato in concerto all'Aquila. In particolare viene proposta l'ideale sostituzione della celebre sala Nino Carloni, posta all'interno del Forte spagnolo, con un nuovo auditorium temporaneo da realizzarsi nelle vicinanze. Per la copertura economica del progetto, lo studio di Renzo Piano decise di affidarsi alla provincia autonoma di Trento che aveva da poco finanziato la realizzazione del villaggio temporaneo di Onna.
La fase di progettazione ha inizio nel settembre 2009; l'Auditorium viene approvato un anno più tardi, nel 2010, ma il cantiere viene avviato solo nel marzo 2012. L'inaugurazione è avvenuta il 7 ottobre 2012 con un concerto dell'Orchestra Mozart guidata dal maestro Abbado, alla presenza del presidente della Repubblica Giorgio Napolitano; alla prima hanno partecipato, a sorpresa, anche l'attore Roberto Benigni e la moglie, Nicoletta Braschi.
L'Auditorium è costato complessivamente circa 6,7 milioni di euro, interamente coperti dalla provincia autonoma di Trento, mentre la progettazione preliminare ad opera del Renzo Piano Building Workshop è stata offerta a titolo gratuito.

## Descrizione

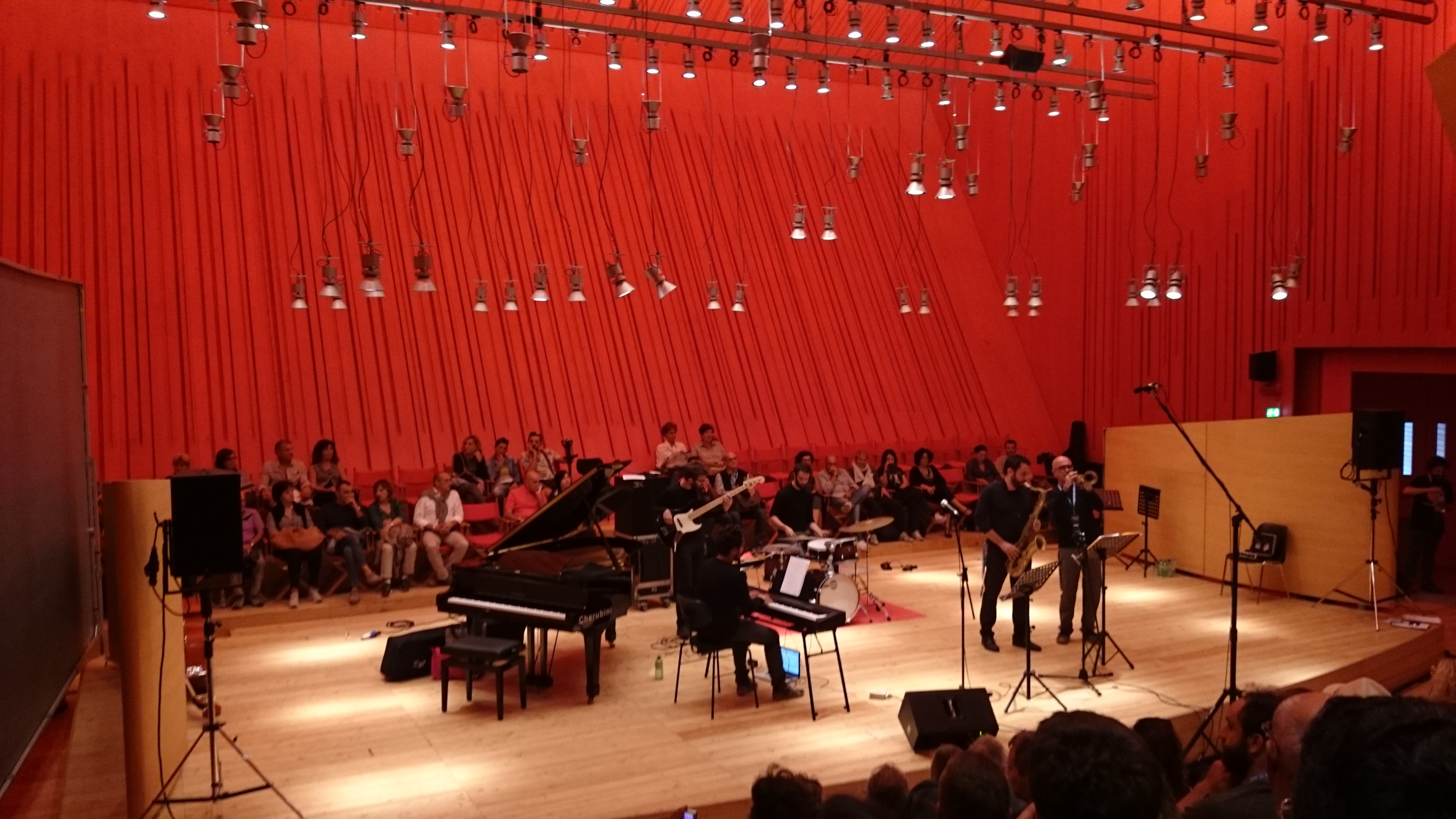
L'Aquila: l'interno dell'Auditorium del Parco

Il complesso è situato su viale delle Medaglie d'Oro, all'interno della vasto parco che circonda il Forte spagnolo e leggermente decentrato rispetto alla direttrice che congiunge il bastione ovest alla Fontana luminosa. È formato da tre cubi, di cui due secondari, contenenti i servizi al pubblico e agli artisti, ed uno principale contenente la sala vera e propria; quest'ultimo è ruotato rispetto alla linea di terra e sull'inclinazione delle due facce inferiori poggiano gli spalti. I tre volumi, realizzati interamente in legno, sono collegati tra loro mediante passerelle e scale in ferro e vetro.
La sala dispone di un palco rialzato capace di contenere 40 musicisti circondato da una doppia platea caratterizzata da 8 gradoni sul lato sud e da 2 su quello nord, per un totale di circa 250 posti a sedere (musicisti esclusi); in caso di necessità, i posti della gradinata ridotta (48) possono essere utilizzati dai coristi. La scenografia della sala, di colore rosso, richiama l'abete rosso con cui è stata realizzata parte della struttura. Anche le sedute sono in legno e rivestite in tela rossa.
All'interno della struttura, un sistema di pannelli acustici in legno garantisce una perfetta acustica. Nei dintorni dell'Auditorium sono stati, inoltre, piantati circa 200 alberi per una cubatura di legno complessiva equivalente a quella utilizzata nella costruzione dell'edificio.

## Critiche e controversie
A partire dalla sua presentazione, avvenuta nel dicembre 2010, l'Auditorium è stato al centro di numerosi dibattiti.
Le critiche mosse al progetto hanno riguardato principalmente la localizzazione del complesso e il suo costo, ritenuto troppo elevato anche in relazione alla temporaneità dell'opera. Sono state inoltre espresse perplessità riguardo alla necessità di costruire un nuovo edificio invece di concentrare gli sforzi economici sul restauro delle sale da concerto esistenti in città e sull'utilità di realizzare una seconda sala temporanea dopo la Paper Concert Hall (di capienza simile), fatta costruire dal governo giapponese per il Conservatorio Alfredo Casella.
Nel 2011 Italia Nostra ha presentato un esposto alla Procura ed alla Corte dei Conti dell'Aquila per denunciare presunte irregolarità nell'iter amministrativo, criticando anche altri aspetti controversi del progetto e definendo l'opera «inutile e illegittima». Successivamente l'associazione ha corretto il tiro, andando a firmare con Renzo Piano un documento in cui veniva ricordato il carattere provvisorio dell'opera. In precedenza l'avvio del cantiere era stato bloccato dal ricorso di una ditta esclusa dal bando per la realizzazione dell'edificio.
Altre critiche hanno riguardato le modalità di invito all'inaugurazione del 7 ottobre 2012.